# Grindel
Grindel är en ort och kommun i distriktet Thierstein i kantonen Solothurn, Schweiz. Kommunen har 517 invånare (2023).